# Heinz Sauermann
Heinz Sauermann (* 17. März 1905 in Bielefeld; † 27. Mai 1981 in Kronberg-Schönberg im Taunus) war ein deutscher Wirtschaftswissenschaftler und Soziologe.
Sauermann studierte anfangs Musikwissenschaft in Freiburg, Wien und Paris, dann wechselte er zu Nationalökonomie und Soziologie. Bereits im Alter von 22 Jahren wurde er promoviert (Doktorvater: Othmar Spann). Unter Karl Dunkmann wurde er 1929 Mitarbeiter am Institut für Angewandte Soziologie in Berlin, wo er sich über Die Gestalt des Unternehmers habilitierte. Ab 1937 wurde er als Hochschuldozent in Frankfurt am Main, Göttingen, Heidelberg und Gießen tätig.
Nach Kriegsende beriet er die alliierten Militärbehörden in Wirtschaftsfragen, insbesondere im Zusammenhang der Währungsreform. Nach einem längeren Aufenthalt in den USA als Gastdozent an der University of Chicago (wo er über Max Weber las) beteiligte sich Sauermann als Professor an der Universität Frankfurt maßgeblich an der Mathematisierung der bis dahin noch geisteswissenschaftlich orientierten deutschen Nationalökonomie. Gemeinsam mit dem späteren Nobelpreisträger Reinhard Selten begründete Sauermann die experimentelle Wirtschaftsforschung in Deutschland.
Kurz vor seinem Tode wurde Sauermann mit dem Titel eines Ehrendoktors der Universität Heidelberg geehrt. Zu seinen Ehren verleiht die (von ihm gegründete) Gesellschaft für experimentelle Wirtschaftsforschung seit 1990 den Heinz Sauermann-Preis zur experimentellen Wirtschaftsforschung an Nachwuchswissenschaftler.

## Veröffentlichungen (Auswahl)
- Lehrbuch der Soziologie und Sozialphilosophie (1931)
- als Herausgeber: Probleme Deutscher Soziologie. Gedächtnisgabe für Karl Dunkmann, Junker und Dünnhaupt Verlag, Berlin 1933.
- Probleme deutscher Soziologie (1933)
- Die Gestalt des Unternehmers (1937)
- Beiträge zur Geld- und Finanztheorie (1951)
- Beiträge zur experimentellen Wirtschaftsforschung (1967)
- Dynamische Wirtschaftsanalyse (1975)